# 布鲁塞尔—斯海尔德河滨海运河
布鲁塞尔—斯海尔德河滨海运河（荷蘭語：Zeekanaal Brussel-Schelde），又称布鲁塞尔—埃斯科河滨海运河（法語：Canal maritime de Bruxelles à l'Escaut）、维勒布鲁克运河（荷蘭語：Kanaal van Willebroek），原名布鲁塞尔—吕珀尔河运河（荷蘭語：Zeekanaal Brussel-Rupel），是比利时的一条重要的运河，长28千米，宽度30米，吃水深度2米，连接布鲁塞尔与斯海尔德河。
该运河是比利时乃至欧洲最古老的运河之一，其历史可以追溯至16世纪。